# Begonia canarana
Espèce
Begonia canarana est une espèce de plantes de la famille des Begoniaceae.
L'espèce fait partie de la section Parvibegonia.
Elle a été décrite en 1853 par Friedrich Anton Wilhelm Miquel (1811-1871).

## Répartition géographique
Cette espèce est originaire d'Inde.